# Pero boa
Pero boa là một loài bướm đêm trong họ Geometridae.